# Cousinia consanguinea
Cousinia consanguinea là một loài thực vật có hoa trong họ Cúc. Loài này được (Bornm.) Rech.f. mô tả khoa học đầu tiên năm 1955.